# Hiéville
Hiéville è un ex comune francese di 304 abitanti situato nel dipartimento del Calvados nella regione della Normandia. Il 1º gennaio 2017 è stato assorbito, insieme a numerosi altri comuni, dal comune di nuova costituzione di Saint-Pierre-en-Auge.

## Società

### Evoluzione demografica
Abitanti censiti